# Rangpur Sadar
Rangpur Sadar (en bengali : রংপুর সদর) est une upazila du Bangladesh dans le district de Rangpur. En 1991, on y dénombrait 494 317 habitants.